# Вол ан Велен
Вол ан Велен (фр. Vaulx-en-Velin) град је у Француској, у департману Рона.
По подацима из 1999. године број становника у месту је био 39.154.

## Демографија
| 1962.  | 1968.  | 1975.  | 1982.  | 1990.  | 1999.  | 2011.  |
| ------ | ------ | ------ | ------ | ------ | ------ | ------ |
| 12.118 | 20.726 | 37.866 | 44.160 | 44.174 | 39.154 | 42.726 |

## Партнерски градови
- Белен
- Beit Sahour
- Монтедоро